# Poidium
Poidium és un gènere monotípic de plantes de la família de les poàcies La seva única espècie: Poidium brasiliense, és originària del Brasil tropical.
Alguns autors ho inclouen en el gènere Poa o Briza.

## Taxonomia
Poidium brasiliense va ser descrita per Nees exSteud. i publicat a Synopsis Plantarum Glumacearum 1(3): 288. 1854.
Etimologia
Poidium: nom genèric que es refereix al fet que és semblant a Poa.
brasiliense: epítet geogràfic que al·ludeix a la seva localització a Brasil.